# فريتز شتاينباخ
فريتز شتاينباخ (بالألمانية: Fritz Steinbach)‏ (و. 1855 – 1916 م) هو موزع (موسيقى)، وملحن، وأستاذ جامعي ألماني، ولد في غرونسفلد، توفي في ميونخ، عن عمر يناهز 61 عاماً.

## التعليم
تعلم في جامعة الموسيقى والمسرح في لايبزيغ ‏
.